# Marc-Aurèle Fortin
Pour les articles homonymes, voir Fortin.
Marc-Aurèle Fortin (né le 14 mars 1888 à Sainte-Rose, et mort le 2 mars 1970 à Macamic, tous deux au Québec) est un artiste peintre québécois. Son œuvre est entièrement consacrée au paysage (surtout rural), et démontre son goût pour la nature somptueuse et généreuse.

## Biographie
Après avoir étudié les rudiments de la peinture avec deux peintres québécois, Ludger Larose et Edmond Dyonnet, Marc-Aurèle Fortin se rend à l’Art Institute of Chicago pour parfaire son art. Il revient au Québec en 1912. Au cours des six années suivantes, se dessine chez l'artiste un style nouveau, une transformation du paysage.
En 1918, il aborde pour la première fois la technique de l'aquarelle. En 1920, apparaissent ses aquarelles lyriques aux arbres troués. Sa maîtrise de l'aquarelle ne le satisfait pas, il l'abandonne temporairement. De 1922 à 1927, il peint des ormes démesurés où se dissimulent d'humbles demeures. En 1929, il expose à Chicago aux États-Unis, une autre exposition suivra l'année d'après à Pretoria en Afrique du Sud. En 1935, il se rend en France et dans le nord de l'Italie, où il exposera régulièrement.
Il revient au pays après 1935 et son style s'est transformé. À la poésie et la naïveté, succède la puissance des tons intenses et vibrants. 
Au cours de sa carrière, Fortin explore certaines régions du Québec et réalise des œuvres inspirées de ses voyages à Québec, l'île d'Orléans, la région de Charlevoix et de la Gaspésie.  
En 1936, Marc-Aurèle Fortin révèle son esprit innovateur. Il conçoit une technique qui consiste à peindre sur des fonds gris « pour décrire l'atmosphère chaude des ciels du Québec » et sur des fonds noirs pour « intensifier la relation entre l'ombre et la lumière ». En 1939, il expérimente l'aquarelle rehaussée de crayon et de pastel à l'huile. Il s'adonne aussi à l'estampe et grave près de 60 plaques. Il expose à la galerie L'Art français à partir des années 1940. 
En 1950, l'artiste découvre la caséine (détrempe à base de lait). Il brosse des tableaux d'une puissance remarquable jusqu'en 1955. C'est la fin de sa prolifique carrière, la maladie le mine. Il confie à son gérant près de 2 000 tableaux dont plusieurs prendront le chemin du dépotoir. En 1959, il reprend ses pinceaux, mais il ne produit plus rien de remarquable. Jusqu'en 1967, l'artiste griffonne de mémoire des paysages au crayon feutre. 
En 1966, il perd complètement la vue. Son épouse Gabrielle Goyette meurt en 1969. Un ami, René Buisson, l'installe alors au sanatorium de Macamic en Abitibi, où il meurt le 2 mars 1970, aveugle et amputé des deux jambes. 
Depuis mai 2007, on peut admirer une importante collection des œuvres de Marc-Aurèle Fortin au Musée des beaux-arts de Montréal. La Fondation Marc-Aurèle Fortin a remis l'ensemble de sa collection, une centaine d'œuvres, à cette institution.
Il n’existerait, selon Guy Robert, aucun nombre précis de la totalité de la production de Marc-Aurèle Fortin. Cet auteur établit toutefois des approximations sur les renseignements qui lui ont été donnés par ses recherches. Ainsi il dénombrerait parmi toutes les œuvres produites du peintre, quelque 2 000 huiles sur un total de 8 000 œuvres, en comptant une production de 3 œuvres par semaine.

## Citations
- « J'ai voulu créer une école du paysage canadien complètement détachée de l'école européenne. Il n'y a pas d'école typique canadienne où l'on ne sent aucune influence. J'ai été le premier à me dégager de cette emprise. »

## Collections
- Collection d’œuvres d'art, Université de Montréal
- Musée d'art de Joliette
- Musée des beaux-arts du Canada
- Musée national des beaux-arts du Québec[6]
- Musée des beaux-arts de Montréal
- Musée Laurier
- Univers culturel de Saint-Sulpice

## Publications
- Marc-Aurèle Fortin, François-Marc Gagnon et Madeleine Therrien, Fortin : les enfants et Marc-Aurèle Fortin, Ville de Laval, 2006
- Marc-Aurèle Fortin et Michèle Grandbois, Marc-Aurèle Fortin : l'expérience de la couleur, Musée national des beaux-arts du Québec, 2011
- Jacques-A Lamarche et Marc-Aurèle Fortin, Marc-Aurèle Fortin, Montréal : Lidec, 1997
- Jean-Pierre Bonneville et Marc-Aurèle Fortin, Marc-Aurèle Fortin en Gaspésie, Montréal : Stanké, 1980
- Guy Robert et Marc-Aurèle Fortin , Marc-Aurèle Fortin : l'homme à l'œuvre, Montréal : Stanké, 1976
- René Buisson et Marc-Aurèle Fortin, Marc-Aurèle Fortin : un maître inconnu, Montréal : Musée Marc-Aurèle Fortin, 1995
- Francine Ruel et Marc-Aurèle Fortin, L'enfant dans les arbres, Québec : Musée national des beaux-arts du Québec, 2002
- (en) Marc-Aurèle Fortin et Michèle Grandbois, Marc-Aurèle Fortin : the experience of colour, Québec : Musée national des beaux-arts du Québec, 2011
- Marc-Aurèle Fortin, Germain Lefebvre, Janine Leroux-Guillaume et al., Marc-Aurèle Fortin : peintre-graveur, 1888-1970, Montréal : Fondation Marc-Aurèle Fortin, 1983

## Hommages

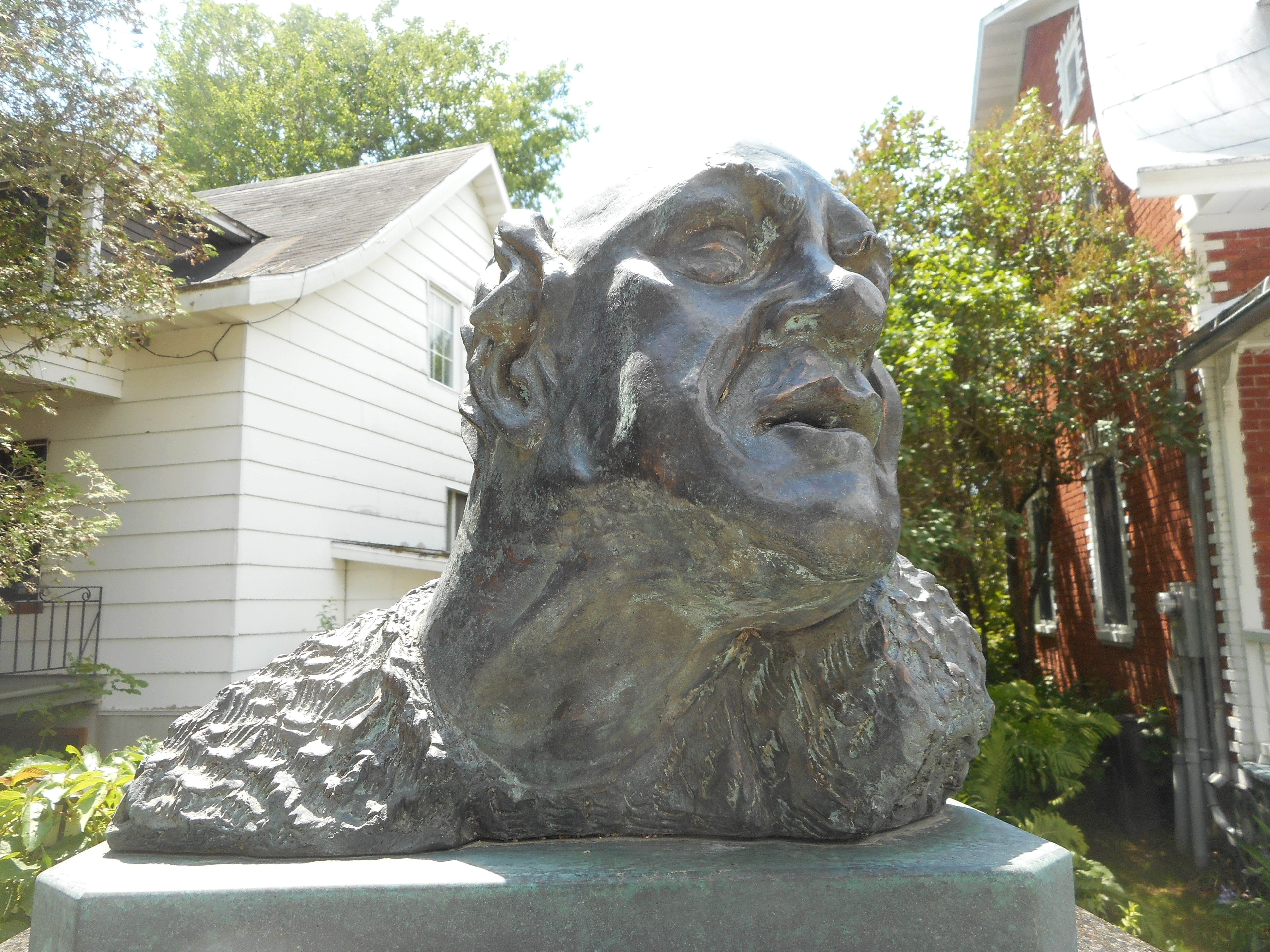
Buste de l'artiste à Baie-Saint-Paul

Il y a une avenue (qui devient un boulevard 45° 36′ 20″ N, 73° 47′ 27″ O) portant son nom à Laval dans le quartier de Sainte-Rose ainsi qu'une école et un parc (45° 35′ 08″ N, 73° 47′ 59″ O) dans le quartier Fabreville à Laval.
Un parc et une rue à Saint-Charles-Borromée porte son nom.
Une circonscription fédérale porte son nom. 